# Abock Shoak
Abock Shoak – sudański bokser, uczestnik Letnich Igrzysk Olimpijskich 1984.
Podczas tych igrzysk startował w wadze półśredniej. W pierwszej fazie, jego przeciwnikiem był Koreańczyk An Yeong-su. Shoak przegrał na punkty (0-5), a tym samym odpadł, zajmując 32. miejsce